# Scary Movie 3
Série Scary Movie
Scary Movie 2
(2001) Scary Movie 4
(2006)
Pour plus de détails, voir Fiche technique et Distribution.
Scary Movie 3, ou Film de peur 3 au Québec, est un film de comédie parodique américano-canadien réalisé par David Zucker, sorti en 2003.

## Synopsis
Pour Cindy, jeune et jolie reporter, le compte à rebours a déjà commencé. Parce qu'elle a visionné la cassette au pouvoir démoniaque, elle sait qu'il ne lui reste plus que sept jours à vivre. Si elle ne veut pas finir comme sa copine Brenda, elle doit absolument découvrir le secret de cette effroyable prophétie.
Mais l'énigme est loin d'être simple et Cindy doit faire face à d'autres mystérieux phénomènes. Pourquoi les extraterrestres ont-ils laissé un étrange message géant dans le champ de Tom ? Pourquoi le président des États-Unis est-il en train de virer barge ? Face aux épreuves, face aux stupéfiantes découvertes qui l'attendent, Cindy va devoir faire preuve de courage et résister au délire ambiant.

## Fiche technique
Sauf indication contraire, les informations mentionnées dans cette section peuvent être confirmées par les bases de données cinématographiques IMDb et Allociné,  présentes dans la section « Liens externes ».
- Titre original et français : Scary Movie 3
- Titre québécois : Film de peur 3[1]
- Réalisation : David Zucker
- Scénario : Craig Mazin et Pat Proft, d'après les personnages créés par Phil Beauman, Jason Friedberg, Buddy Johnson, Aaron Seltzer, Marlon Wayans et Shawn Wayans
- Musique : James L. Venable
  - Orchestration : Dell Hake
  - Montage musical : Alex Gibson, Lee Scott
- Direction artistique : William Heslup
- Décors : William A. Elliott
- Costumes : Carol Ramsey
- Maquillage : Tanya Hudson, Connie Parker, L. Taylor Roberts
- Coiffure : Lee Novak, Sanna Seppanen
- Photographie : Mark Irwin
- Son : Michael J. Benavente, Gary C. Bourgeois, Greg Orloff
- Montage : Malcolm Campbell et Jon Poll
- Production : Robert K. Weiss
  - Production déléguée : Andrew Rona, Bob Weinstein, Harvey Weinstein et Brad Weston
  - Production associée : Phil Dornfeld et Kevin Marcy
  - Coproduction : Grace Gilroy
- Sociétés de production :
  - États-Unis : Brad Grey Pictures, présenté par Dimension Films
  - Canada : Thomas FX Group
- Sociétés de distribution : Miramax et Dimension Films (États-Unis) ; Alliance Atlantis Communications (Canada) ;  TFM Distribution (France) ; RCV Film Distribution et Kinepolis Film Distribution (KFD) (Belgique)
- Budget : 45 millions de $[2] ; 48 millions de $[3]
- Pays de production :  États-Unis,  Canada
- Langue originale : anglais
- Format : couleur (Technicolor) / (DeLuxe) - 35 mm - 1,85:1 (Panavision) - son DTS / Dolby Digital / SDDS
- Genre : comédie parodique
- Durée : 84 minutes
- Dates de sortie[4] :
  - États-Unis, Canada, Québec : 24 octobre 2003[1]
  - France, Belgique : 24 décembre 2003[5],[6]
  - Suisse romande : 31 décembre 2003[7]
- Classification :
  - États-Unis : accord parental recommandé, film déconseillé aux moins de 13 ans (PG-13 - Parents Strongly Cautioned)[N 1]
  - Canada : les enfants de moins de 14 ans doivent être accompagnées d'un adulte (14A - 14 Accompaniment)
  - Québec : tous publics - déconseillé aux jeunes enfants (G - General Rating)[1]
  - France : tous publics lors de sa sortie en salles[8] mais déconseillé aux moins de 12 ans à la télévision[9]
  - Belgique : tous publics (Alle Leeftijden)[6]
  - Suisse romande : interdit aux moins de 14 ans[10]

## Distribution
- Anna Faris (VF : Barbara Villesange ; VQ : Violette Chauveau) : Cindy Campbell
- Simon Rex (VF : Fabrice Josso ; VQ :  Jean-François Beaupré) : George Logan
- Charlie Sheen (VF : Serge Faliu ; VQ : Daniel Picard) : Tom Logan
- Anthony Anderson (VF : Ismaël Sy Savane ; VQ : Stéphane Rivard) : Mahalik
- Kevin Hart (VF : Lucien Jean-Baptiste ; VQ : Martin Watier) : CJ
- Leslie Nielsen (VF : Bernard Dhéran ; VQ : Aubert Pallascio) : Le Président Harris
- Regina Hall (VF : Olivia Dalric ; VQ : Johanne Léveillé) : Brenda Meeks
- Patricia Idlette (VF : Martine Maximin) : Mrs Meeks
- Queen Latifah (VF : Frédérique Cantrel ; VQ : Sophie Faucher) : Shaneequa / L'Oracle
- Eddie Griffin (VF : Jean-Paul Pitolin ; VQ : Gilbert Lachance) : Orpheus
- Drew Mikuska (VF : Jules Sitruk) : Cody Campbell
- Pamela Anderson (VF : Malvina Germain) : Becca Kotler
- Jenny McCarthy (VF : Barbara Delsol) : Katie Embry
- Jianna Ballard (VF : Bibiana Guilhamet) : Sue Logan
- Ja Rule (VF : Daniel Lobé ; VQ : Gilbert Lachance) : L'Agent Thompson
- Camryn Manheim (VF : Nanou Garcia) : Le Shérif Champlin
- Denise Richards (VF : Laura Blanc ; VQ : Anne Bédard) : Annie Logan
- George Carlin (VF : Raoul Guillet) : L'Architecte
- Darrell Hammond : Père Muldoon
- Edward Moss (VF : Alexandre Gillet) : Michael Jackson
- Simon Cowell : lui-même
- Fat Joe (VF : Lucien Jean-Baptiste) : lui-même
- Method Man : lui-même
- U-God : lui-même
- Redman : lui-même
- RZA : lui-même
- Raekwon : lui-même
- Master P (VF : Gilles Morvan) : lui-même
- Jeremy Piven (VF : Arnaud Bédouet ; VQ : Jacques Lavallée) : Ross Giggins
- Ajay Naidu (VF : Enrique Carballido) : Sayaman
- Phil Dornfeld (VF : Enrique Carballido) : voix de Tabatha
- Naomi Lawson-Baird (VF : Juliette Fleur) : Tabatha
Version française[11]
  - Studio de doublage : Alter Ego
  - Direction artistique : Béatrice Delfe
  - Adaptation : Olivier Peyon

## Personnages
- Cindy Campbell : elle a été très traumatisée à la suite de la mort de son amie Brenda. Elle essaiera d'éviter à son neveu Cody de connaitre le même sort.
- George Logan : il est le frère de Tom. George rêve d'avoir un but dans la vie. Mais il abandonne à chacun de ses échecs. Cette fois, il essaiera d'aider Cindy et de protéger ceux qu'il aime.
- Tom Logan : il est le frère de George. Tom n'a plus confiance en lui ni en qui que ce soit depuis que sa femme Annie s'est fait percuter par un camion et est décédée. Sa ferme sera victime d'une terrible malédiction.
- Mahalik : il est le grand ami de George et l'aide dans tout ce qu'il fait. Il passe son temps à débattre des faits avec CJ.
- Le Président Harris : il ne comprend rien à cette histoire de cassette maléfique et de symboles mystérieux, et il est complètement paranoïaque avec les extraterrestres.
- CJ : c'est le meilleur ami de Mahalik et un bon gars. CJ voue une admiration sans bornes envers George. Son grand problème, c'est qu'à chaque fois qu'il débat d'un fait avec Mahalik, il finit toujours par perdre.
- Cody : il est le neveu de Cindy. Cette dernière l'a adoptée : sa mère est morte en lui donnant naissance. Depuis quelque temps, Cody a des visions d'une jeune fille maléfique et agit très bizarrement. Il se fait souvent frapper accidentellement par Georges, Cindy, Mahalik ou d'autres personnages, et meurt souvent, mais réapparaît systématiquement en vie, quelques minutes après sa mort sans que personne s'en souvienne, un peu à l'instar du personnage de Kenny dans la série animée South Park.
- Brenda Meeks : elle est la première à avoir été tuée par la cassette maléfique. Elle avait été très troublée par le fait d'avoir regardé cette cassette.
- Becca Kotler & Katie Embry : Deux blondes écervelées, Katie a été la première victime du film, lorsqu'elle et Becca étaient seules dans sa maison.
- Annie Logan : femme de Tom Logan, morte coupée en deux lors d'un accident de voiture. Elle a demandé à Tom de lui promettre de ne pas se remarier.

## Origine et production
Le 22 novembre 2002, Dimension Films a annoncé un troisième Scary Movie sans le retour des frères Wayans (à savoir le réalisateur Keenan Ivory Wayans et les co-stars/co-scénaristes Shawn Wayans et Marlon Wayans ), avec David Zucker prenant la relève en tant que réalisateur. Le film a été intitulé Scary Movie 3: Episode I — Lord of the Brooms , et le film était censé parodier les franchises Star Wars , Le Seigneur des anneaux et Harry Potter. Jason Friedberg et Aaron Seltzer , qui avaient déjà écrit une première version de Scary Movie (2000), devaient écrire le film. Zucker devait tourner ce script mais a finalement décidé de ne pas l'utiliser, utilisant à la place un nouveau script écrit par Craig Mazin et Pat Proft qui était plus similaire aux deux premiers volets.
Le tournage a commencé le 12 mars 2003 et s'est terminé le 16 juillet 2003. Le film a été tourné en Colombie-Britannique et à Washington, DC.

## Sortie et accueil

### Box-office
Scary Movie 3 a ouvert à la première place aux États-Unis, engrangeant 48,1 millions de dollars lors de son premier week-end  et 57,5 millions de dollars pour cette semaine. Au cours de sa deuxième semaine, il a rapporté 24,7 millions de dollars.  À la fin de son parcours au box-office, Scary Movie 3 a rapporté 110 millions de dollars aux États-Unis et 110,7 millions de dollars à l'international, soit 220,7 millions de dollars au total.

### Réponse critique
Scary Movie 3 a reçu une note de 35 % sur Rotten Tomatoes sur la base des critiques de 129 critiques, avec une note moyenne de 4,8/10. Le consensus des critiques du site se lit comme suit : « Bien qu'il s'agisse d'une amélioration par rapport au deuxième Scary Movie , les rires sont toujours incohérents. »  Sur Metacritic , il a un score de 49 sur 100 basé sur les critiques de 27 critiques, indiquant des « critiques mitigées ou moyennes ».  Les audiences interrogées par CinemaScore ont donné au film une note moyenne de « B » sur une échelle de A+ à F.

### Box-office
- Nombre d'entrées en France : 1 389 057
- Recettes aux États-Unis : 110 003 217 $
- Recettes mondiales : 220 673 217 $

## Distinctions
Source : Internet Movie Database

### Récompenses
2004
- BMI Film and TV Awards : Prix BMI de la meilleure musique de film pour James L. Venable
- MTV Movie & TV Awards : MTV Movie Award du meilleur caméo pour Simon Cowell

### Nominations
2003
- The Stinkers Bad Movie Awards :
  - Pire scénario pour un film rapportant plus de 100 millions de dollars avec Hollywood Math pour Craig Mazin et Pat Proft
  - Pire film de comédie (Comédie la plus douloureusement pas drôle)

2004
- Kids' Choice Awards : actrice de cinéma préférée pour Queen Latifah
- Teen Choice Awards : meilleur film que vos parents ne voulaient pas que vous voyiez

## Éditions en vidéo
- En France, le film Scary Movie 3 est sorti en DVD le 11 mai 2004, en Blu-ray le 10 octobre 2012, ainsi qu'en VOD le 27 novembre 2015[5].

## Parodies
- L'Élue : Cody est le nom de la jeune fille qui a été abandonnée par sa mère toxicomane.
- Ring ou Le Cercle : La cassette vidéo maléfique et la fillette Tabitha (Samara dans le film américain et Sadako dans le film original). C'est aussi Tabitha qui tue Brenda dans le salon. De plus, c’est aussi la parodie principale du film.
- Psychose : Tout au début, quand Becca tourne la chaise pour voir sa copine Katie et s'aperçoit qu'elle est morte. Dans Psychose, Lila, la sœur de Marion Crane qui s'est fait tuer sous la douche, va se cacher dans la cave et tourne une chaise sur laquelle se trouve le squelette embaumé de Mme Bates.
- Signes : La mort de la femme du Pasteur, les crop-circles sur les champs, l'arrivée des soucoupes volantes et les scènes du journal télévisé.
- Matrix : la parodie de Morpheus, l'agent Thompson et L'Oracle, la parodie de l'Architecte.
- Mars Attacks! : Scène d'invasion extra-terrestre à la maison blanche.
- Les Autres : Quand Tom Logan va voir sa fille qui est sous un drap et qui se révèle être Michael Jackson.
- 8 Mile : Lors de la battle de rap.
- Massacre à la tronçonneuse : quand Tabatha brandit une tronçonneuse comme Leatherface.
- Y a-t-il un pilote dans l'avion ? : dans la scène où Leslie Nielsen ouvre la porte, pour souhaiter bonne chance, scène qu'il a lui-même joué.
- X-Files : lorsque Cody passe devant les personnes lors de l'enterrement de Brenda et semble détenir des pouvoirs d'extra-lucides, lui permettant de deviner des choses, cela parodie un épisode de X-Files dans lequel un enfant passe devant une série de personnes et leur dit précisément ce qu'ils ont mangé.
- American Idol : où Simon Cowell se parodie lui-même lors de la battle de rap.
- Le Seigneur des Anneaux : quand Becca reçoit un appel de sa mère, cette dernière emprunte la fameuse citation de Gollum (« my precious »).
- Bruce tout-puissant : quand Cindy modifie le prompteur pour faire parler de la cassette vidéo par le présentateur du JT.
- Sixième Sens : Cody voit des morts et a des prémonitions.
- South Park : Les scènes où Cody meurt et réapparaît en vie quelques minutes après, à l'instar du personnage de Kenny dans la série.